# Lapinjärvi (sjö i Norra Savolax, lat 63,12, long 27,42)
Lapinjärvi är en sjö i Finland. Den ligger i kommunen Kuopio i landskapet Norra Savolax, i den centrala delen av landet, 400 km norr om huvudstaden Helsingfors. Lapinjärvi ligger 84,5 meter över havet. I omgivningarna runt Lapinjärvi växer i huvudsak blandskog. Den är 6 meter djup. Arean är 1,83 kvadratkilometer och strandlinjen är 9,23 kilometer lång. Sjön  ingår i Vuoksens huvudavrinningsområde. 